# Frank Norris
Pour les articles homonymes, voir Norris.
Œuvres principales
- McTeague (1899)
- The Octopus: A California Story (1901)
- The Pit (1903)

Benjamin Franklin Norris, écrivain américain (5 mars 1870 - 25 octobre 1902), fut un des pionniers du naturalisme aux États-Unis ainsi qu'une figure emblématique de l'ère progressiste.

## Biographie
Frank Norris est né à Chicago (Illinois) en 1870. Son père est un autodidacte qui a fait fortune dans la bijouterie en gros et sa mère est issue d'une bonne famille. Elle renonce à sa carrière au théâtre pour tenir la maison. Lorsqu'il a 14 ans, la famille déménage pour San Francisco où elle mène une vie aisée (à quelques pas de Polk street où Norris situe l'intrigue de son roman Mc Teague). Il entre en contact avec le milieu artistique américain par l'intermédiaire du Bohemian Club, qui comptait parmi ses membres Jack London et Ambrose Bierce. Engagé dans une carrière artistique, il étudie la peinture à Paris pendant deux ans (1887-1889) au cours desquels il découvre les romans d'Émile Zola. Il poursuit ensuite sa scolarité à Berkeley (1890 - 1894). À la suite du divorce de ses parents (1894), il passe une année à Harvard puis rejoint sa mère et subvient à leurs besoins. Il se lance dans le journalisme, correspondant en Afrique du Sud (1895-1896), puis assistant au San Francisco Wave (1896 - 1897). Il travaille ensuite pour McClure, le grand journal des Muckrakers, qui dénonce la misère des masses et enquête notamment sur les exactions des « barons voleurs ». Il est correspondant à Cuba durant la guerre hispano-américaine de 1898. Enfin, il est embauché par l'éditeur Doubleday & Page de New York. Après trois premiers romans qui établissent sa renommée littéraire, Norris réussit à convaincre son éditeur de publier McTeague (Les Rapaces) qu'il a mis six ans à écrire. Malgré le soutien de William Dean Howells, mentor des lettres américaines, le livre fait scandale dans la presse bien-pensante, choquée par cette satire de la société américaine pervertie par le capitalisme et encore plus choquée certainement par les bas instincts révélés dans le livre (le réalisateur Erich Von Stroheim en a fait une adaptation cinématographique en 1924 sous le titre Greed). Norris reprend la plume pour un vaste projet, une trilogie sur les spéculations autour de la production du blé. Toujours à la recherche du vrai, Norris part se documenter en Californie pour le premier volume puis à la bourse de Chicago pour le second. Il meurt brutalement des suites d'une péritonite le 25 octobre 1902 laissant inachevée son Épopée du blé.

## Œuvre et influence
« La fonction du romancier d’aujourd’hui est de commenter la vie telle qu’il la voit. Il ne peut pas s’en affranchir ; c’est sa raison d’être, la seule chose à laquelle il doit prêter attention. Comme il est nécessaire pour lui d’être au cœur de la vie ! Il ne peut y plonger trop profondément. La politique l’aide, comme les controverses religieuses, les explorations, la science, la théorie nouvelle du socialisme, le dernier développement de la biologie. » – Frank Norris, Les Responsabilités du romancier (1903)
Ses ouvrages les plus célèbres sont McTeague (1899), The Octopus: A California Story (1901) et The Pit (1903). Ces trois œuvres se réclament du naturalisme tel que l'entendait Zola.
Bien que Norris n'ait jamais explicitement défendu le socialisme en tant que système politique, son œuvre laisse apparaître l'influence d'auteurs socialistes et progressistes comme Upton Sinclair. Comme la plupart de ses contemporains, il est profondément impressionné par le darwinisme et la défense qu'en fait le philosophe Thomas Huxley. Ainsi, McTeague illustre sa propre idée, passablement confuse, du darwinisme social autour d'une peinture de l'homme civilisé venant à bout de son animalité latente, peinture influencée par le criminologue Cesare Lombroso, alors que The Octopus décrit l'asservissement économique qu'imposent les grandes compagnies de chemin de fer aux agriculteurs de Californie.

## Œuvres
- Moran of the Lady Letty (1898)
- A Man's Woman (1900)
- The Responsibilities of the Novelist (1903) ; recueil d'essai sur le rôle de l'écrivain.

La trilogie San Francisco :
- McTeague (1899) ; roman naturaliste dont l'action se déroule à San Francisco. McTeague, dentiste exerçant sans diplôme, mène une vie médiocre et monotone. Par l'intermédiaire de son ami Marcus, il rencontre Trina et l'épouse. Celle-ci gagne à la loterie et veille soigneusement sur sa petite fortune. Jaloux, Marcus dénonce le dentiste qui cesse son activité. La situation matérielle du couple devient difficile et les relations de McTeague et Trina se détériorent. McTeague finit par assassiner sa femme, puis meurt en tentant de s'échapper par la Vallée de la Mort en même temps que Marcus parti à ses trousses. Ce roman fut adapté en film sous le titre de Greed par Erich von Stroheim en 1924. Il en existe une traduction française chez Phébus sous le titre de Les Rapaces en 1990. Une traduction révisée sous le même titre paraît aux éditions Agone en 2012 ([PDF] préface).
- Blix (1900)
- Vandover and the Brute (posthume 1914)

La trilogie de l'Épopée du Blé :
- La Pieuvre (The Octopus: A California Story) (1901) ; ce roman décrit la culture du blé en Californie autour du conflit entre les agriculteurs et une compagnie de chemin de fer assurant l'acheminement de ces récoltes vers les marchés de la côte. Norris s'inspira des événements liées à la Southern Pacific Railroad, en particulier la Tragédie de Mussel Slough, au cours de laquelle des agriculteurs acculés à vendre leurs terres par les tarifs de la compagnie de chemin de fer tirèrent sur des membres de la compagnie.
- The Pit (1903) ; ce roman décrit l'essor de la spéculation sur le blé et les autres denrées qui font et défont les fortunes à la Bourse de Chicago (Chicago Board of Trade). Les éditions du Sonneur font paraître une traduction française en 2012 sous le titre Le Gouffre.
- Le troisième volet, Wolf, ne fut jamais écrit. Il devait montrer le blé américain sauvant de la famine un village d'Europe centrale.

## Œuvres dérivées

### Adaptations cinématographiques
- 1909 : Le Spéculateur en grains (A Corner in Wheat) de D. W. Griffith, d'après The Pit.
- 1922 : Morane le marin (Moran of the Lady Letty) de George Melford.
- 1924 : Les Rapaces (Greed) de Erich von Stroheim, d'après McTeague.